# کفر حتی
کفر حتی (به عربی: كفر حتى) روستایی است که در شهرستان کوره کشور لبنان واقع شده‌است.
 کفر حتی   ۱۷۰ متر بالاتر از سطح دریا واقع شده‌است.